# Eurema salome
Eurema salome is een vlindersoort uit de familie van de Pieridae (witjes), onderfamilie Coliadinae.
Eurema salome werd in 1861 beschreven door C. & R. Felder.